# Misty Edwards
Misty Dawn Edwards ( Andrews (Texas), 19 de enero de 1979) es una artista, cantante, compositora y líder de adoración cristiana contemporánea de música cristiana norteamericana.  Cross Rhythms ha revisado siete de sus álbumes, Eternity de 2003 , Always on His Mind de 2005, Relentless de 2007 , Fling Wide de 2009, Point of Life de 2010, Only a Shadow de 2013 y Little Bird de 2014 , mientras revisa la obra extendida , Measure of Love de 2011 , mientras que Forerunner Music lanzó estos trabajos musicales. El nuevo lanzamiento de hoy ha hecho cinco Behind the Songcaracterísticas en sus canciones. Edwards ha visto aparecer cinco de sus álbumes en las listas de éxitos de la revista Billboard, donde han alcanzado trece posiciones máximas; lo mejor fue Only a Shadow , donde se ubicó en el Billboard 200. Los álbumes, Point of Love , Fling Wide , Only a Shadow y Little Bird se colocaron en la lista de álbumes cristianos , mientras que la reproducción extendida, Measure of Love , se ubicó en ella y la lista de álbumes Heatseekers , de la misma manera, sus álbumes anteriores se colocaron en esa lista. gráfico, Point of Life y Fling Wide. Ha habido tres posiciones en la lista de álbumes independientes , para Fling Wide , Only a Shadow y Little Bird  de las cuales cinco han llegado a los listados de la revista Billboard llegando a estar en el Billboard 200, es considerada como una de las artistas más influyentes del llamado mover de "adoración profética" junto a artistas como Rick Pino, Jason Upton, entre otros.

## Biografía
Misty Dawn Edwards nació en  Andrews (Texas), el 19 de enero de 1979 fue introducida por primera vez en el mundo de la música por su madre Donna Joyce Edwards (de soltera , Winfrey) quien era maestra de música y la expuso a la música.El padre de Edwards, Robert Luther Edwards es un predicador y tiene una hermana mayor, Sommer y un hermano menor, Clay. Todos los hermanos fueron educados en casa hasta que,A los 19 años, fue contratada como pasante en International House of Prayer (IHOP) donde finalmente comenzó a tocar el piano y dirigir en el canto.  Eventualmente se convirtió en líder de adoración en la iglesia.  "IHoP" ha mantenido una constante reunión de oración / adoración en su "Sala de oración", lo que les permite conectarse con miles de personas en todo el mundo.  Edwards inicialmente soñó con convertirse en abogada, pero se convirtió en músico, ya que su entorno familiar era hospitalario y propicio para su desarrollo.  En 1998, a la edad de 19 años, Edwards fue diagnosticada con cáncer. Recibió quimioterapia y radioterapia y pasaron seis años antes de que entrara en remisión por completo, fue también durante este tiempo que ella comenzó a escribir y realizar sus propias canciones a menudo recurriendo a versículos de la Biblia en busca de inspiración. Ella ha lanzado varios álbumes desde el 2003 y ha recorrido el mundo en diversas giras llevando su música.

### Carrera musical
La carrera de grabación de música de Edwards comenzó con el lanzamiento, Eternity , un álbum de estudio , el 5 de diciembre de 2003,  por Forerunner Music.  Su segundo álbum, Always on His Mind , fue lanzado por Forerunner Music, el 1 de diciembre de 2005.  El siguiente álbum, Relentless, fue lanzado el 20 de diciembre de 2007 por Forerunner Music. 
Lanzó Fling Wide el 28 de diciembre de 2009 con Forerunner Music.  El álbum se colocó en tres listas de revistas de Billboard, donde alcanzó el puesto número 21 en los álbumes cristianos , el número 46 en los álbumes independientes y el número 10 en la lista de álbumes Heatseekers . 
Su siguiente álbum, Point of Life , fue lanzado por Forerunner Music, el 6 de abril de 2010.  Este álbum obtuvo ubicaciones en dos listas de revistas Billboard, donde alcanzó el puesto 45 en la lista de álbumes cristianos y alcanzó una ubicación. del puesto 27 en los álbumes de Heatseekers. 
Ella lanzó una obra extendida con David Brymer, Measure of Love , y esto fue lanzado el 21 de diciembre de 2011,  de Forerunner Music.  El juego extendido se ubicó en dos listas de éxitos de la revista Billboard, ubicándose en los álbumes cristianos en el puesto 24 y 16 en los álbumes Heatseekers. 
El siguiente álbum, Only a Shadow , fue lanzado el 19 de marzo de 2013,  por Forerunner Music.  El álbum se ubicó en tres listas de éxitos de la revista Billboard, el Billboard 200 en un pico del No. 107, mientras que en los Álbumes cristianos en el No. 7, y los Álbumes independientes en el No. 21.  Se sentó con Kevin Davis, en dos funciones de Behind the Song , para New Release Today, donde habló sobre sus canciones "Shine Like the Stars" y "When You Think of Me" de este álbum. 
Lanzó su séptimo álbum, Little Bird , con Forerunner Music, el 29 de diciembre de 2014.  Este álbum se ubicó en las listas de éxitos de la revista Billboard, donde se ubicó en el número 7 en el ranking Christian. Lista de álbumes, mientras alcanza el puesto 23 en la lista de álbumes independientes. Edwards habló con Kevin Davis sobre la canción "Little Bird" de este álbum, en una función de Behind the Song en New Release Today.  Ella fue el tema en un podcast de Relevant Magazine , en la promoción de este álbum.  Esta entrevista apareció en la revista Relevant.número 74 de marzo y abril de 2015  y publicado en su sitio web. 
Edwards, de nuevo en dos funciones más de Behind the Song , con Kevin Davis de New Release Today, habló sobre sus canciones "The Gift" y "So Come"

## Discografía
| Año  | Título             | Sello      |
| ---- | ------------------ | ---------- |
| 2003 | Eternity           | Forerunner |
| 2005 | Always on His Mind | Forerunner |
| 2007 | Relentless         | Forerunner |
| 2009 | Fling Wide         | Forerunner |
| 2010 | Point of Life      | Forerunner |
| 2011 | Measure of Love    | Forerunner |
| 2013 | Only a Shadow      | Forerunner |
| 2014 | Little Bird        | Light      |

| Título                             | Detalles del álbum                                                                        | Posiciones máximas del gráfico | Posiciones máximas del gráfico | Posiciones máximas del gráfico | Posiciones máximas del gráfico |
| Título                             | Detalles del álbum                                                                        | NOS                            | Nosotros cristo                | Indie estadounidense           | Calor de EE. UU.               |
| ---------------------------------- | ----------------------------------------------------------------------------------------- | ------------------------------ | ------------------------------ | ------------------------------ | ------------------------------ |
| Eternidad                          | - Lanzamiento: 5 de diciembre de 2003 - Discográfica: Forerunner - CD , descarga digital  | -                              | -                              | -                              | -                              |
| Siempre en su mente                | - Lanzamiento: 1 de diciembre de 2005 - Discográfica: Forerunner - CD , descarga digital  | -                              | -                              | -                              | -                              |
| Implacable.despiadado              | - Lanzamiento: 20 de diciembre de 2007 - Discográfica: Forerunner - CD , descarga digital | -                              | -                              | -                              | -                              |
| Fling Wide                         | - Lanzamiento: 28 de diciembre de 2009 - Discográfica: Forerunner - CD , descarga digital | -                              | 21                             | 46                             | 10                             |
| Punto de vida                      | - Lanzamiento: 6 de abril de 2010 - Discográfica: Forerunner - CD , descarga digital      | -                              | 45                             | -                              | 27                             |
| Measure of Love (con David Brymer) | - Lanzamiento: 21 de diciembre de 2011 - Discográfica: Forerunner - CD , descarga digital | -                              | 24                             | -                              | dieciséis                      |
| Solo una sombra                    | - Lanzamiento: 19 de marzo de 2013 - Discográfica: Forerunner - CD , descarga digital     | 107                            | 7                              | 21                             | -                              |
| Pequeña ave                        | - Lanzamiento: 29 de diciembre de 2014 - Etiqueta: Light - CD , descarga digital          | -                              | 7                              | 23                             | -                              |